# Naskia axiplicata
Naskia axiplicata é uma espécie de gastrópode do gênero Naskia, pertencente a família Horaiclavidae.